# Шалансе
Шалансе (фр. Chalancey) насеље је и општина у североисточној Француској у региону Шампањ-Арден, у департману Горња Марна која припада префектури Лангр.
По подацима из 2011. године у општини је живело 114 становника, а густина насељености је износила 8,45 становника/km². Општина се простире на површини од 13,49 km². Налази се на средњој надморској висини од 476 метара.

## Демографија
| 1962. | 1968. | 1975. | 1982. | 1990. | 1999. | 2011. |
| ----- | ----- | ----- | ----- | ----- | ----- | ----- |
| 161   | 172   | 159   | 133   | 124   | 132   | 114   |

График промене броја становника у току последњих година